# 한양디지텍
한양디지텍 주식회사(영어: Hanyang Digitech)는 대한민국의 반도체 메모리 모듈 기업이다.

## 판례
한양디지텍 주식회사를 피고로 한 대법원 판결이 2010년에 내려졌다.